# Erich Offermann (Mineraloge)
Erich Carl Offermann (* 28. Februar 1920 in Zürich; † 10. Dezember 2009 in Arlesheim) war ein Schweizer Jurist und Amateurmineraloge. Nachhaltige internationale Bekanntheit erlangte er vor allem für seine stereoskopischen Fotografien von Micromounts.

## Leben

### Herkunft, Ausbildung und Berufsleben
Er kam als Sohn einer US-amerikanischen, aus San Francisco stammenden, Mutter und eines Schweizer Vaters zur Welt. Letzterer lehrte als ausserordentlicher Professor für Elektrotechnik an der Eidgenössischen Technischen Hochschule Zürich und auf seinen Wunsch hin immatrikulierte sich Erich für ein Studium der Rechtswissenschaft. Er studierte in seiner Heimatstadt Zürich sowie in Bern und Genf und wurde 1949 mit der Dissertation Rechtswissenschaftliche Untersuchungen zum Erfindungsbegriff mit besonderer Berücksichtigung der Frage des technischen Fortschrittes an der Universität Zürich promoviert. Den Grossteil seines Berufslebens verbrachte er als Unternehmensjurist für den Chemie- und Pharmakonzern Ciba-Geigy in Basel. Schliesslich ging er 1984 in den Ruhestand.

### Mineralogische Arbeit
Offermanns Faszination für Minerale setzte bereits im Alter von acht Jahren ein, als er mit seinem Vater die Mineralsammlung der ETH Zürich besichtigte. Bald darauf begann er mit der Zusammenstellung einer eigenen Sammlung – dafür suchte er sowohl selbständig, nutzte aber auch einen postalischen Versandhandel für österreichische Exemplare. Im Alter von zwölf Jahren las er wissenschaftliche Fachbücher zu Mineralogie. Seine Sammlung wurde jedoch zu Beginn des Zweiten Weltkrieges von seiner Mutter entsorgt. Schließlich wurde sein Enthusiasmus im Jahr 1958 wieder geweckt und er fand erneut den Einstieg in die Sammelleidenschaft, wandte sich aber auch bald der Mineralfotografie zu. Inspiriert durch die beiden 1972 erschienenen Bücher Kristalle unter der Lupe von Werner Lieber und Der Micromounter von Alex Kipfer begann er sich zunehmend für Kleinkristalle zu interessieren. Seine hochwertigen mineralogischen und kristallographischen Fotos verschafften Offermann auch in professionellen Kreisen rasch Anerkennung.
Im Jahr 1980 arbeitete er erstmals stereoskopisch und binnen kurzer Zeit wurde er zum Nestor der Mineralstereoskopie in Europa. Unter anderem tat er sich 1983 hervor, als er 8000 US-Dollar an die Fachzeitschrift Mineralogical Record spendete, damit jedem Leser ein Diabetrachter zur Verfügung gestellt werden konnte, um sich entsprechende Fotos in dem Magazin anzuschauen. Ab 1990 beschäftigte sich Offermann verstärkt mit der Grafiksoftware SHAPE und fertigte neben den Fotos auch digitale Zeichnungen der Minerale an. Er hegte den Wunsch, Victor Mordechai Goldschmidts Atlas der Krystallformen von 1919 in eine moderne Form zu überführen. Dieses Projekt beschäftigte ihn mehrere Jahre – zuletzt wurde ihm die Arbeit daran durch zunehmende Sehschwäche und schliesslich durch Blindheit erschwert. Nichtsdestotrotz gelang es ihm, ab 2004 drei Bände unter dem Titel Kristalle und ihre Formen herauszugeben.
Erich Offermann publizierte im Laufe seines Lebens über 30 Fachartikel mit eigenen Fotos, vor allem in Schweizer und in deutschen Zeitschriften – in Lapis, in Magma, im Schweizer Strahler, im Mineralienfreund, in Der Aufschluss sowie im Mineralogical Record. Wesentlich bedeutender ist allerdings, dass unzählige seiner Fotos in unterschiedlichsten Veröffentlichungen anderer Autoren verwendet wurden. Das Naturhistorische Museum Basel, an dem er seit 1989 ehrenamtlicher Mitarbeiter gewesen war, erhielt von ihm zahlreiche Spenden an Diapositiven und aus seinem Nachlass auch seine umfangreiche Mineralsammlung, die aus mehr als 5000 Micromounts und zahlreichen größeren Exemplaren bestand.

### Ehrungen
Anlässlich seines 85. Geburtstages erschien 2005 eine Ehrung in Lapis und nach Offermanns Tod im Alter von 89 Jahren veröffentlichten 2010 Lapis, Rocks & Minerals, der Schweizer Strahler sowie der Mineralogical Record Nachrufe auf ihn.

## Publikationen (Auswahl)
- Erich Offermann; Wolfgang Schreiber: Von Bergwerken und Kristallschätzen. Fotografiert in 3-D-Technik. Bode Verlag, Haltern am See, 1989, ISBN 978-3-925094-23-1.
- Erich Offermann: Kristalle aus den Schweizer Alpen. Fotos und Computerzeichnungen. Christian Weise Verlag, München, 1999, ISBN 978-3-921656-47-1.
- Erich Offermann: Kristalle und ihre Formen. Band 1: Theoretische Kristallmorphologie. KristalloGrafik Verlag, Achberg, 2004, ISBN 978-3-00-008112-5.
- Erich Offermann: Kristalle und ihre Formen. Band 2: Praktische Kristallmorphologie. KristalloGrafik Verlag, Achberg, 2004, ISBN 978-3-00-008112-5.
- Erich Offermann (Autor); Lothar Meckel (Hrsg.): Kristalle und ihre Formen. Band 3: Praktische Kristallmorphologie (erweiterte Version von Band 2). KristalloGrafik Verlag, Achberg, 2009, ISBN 978-3-940814-20-3.